# デイヴィッド・スーター
デイヴィッド・ハケット・スーター（英語: David Hackett Souter、[ˈsuːtər]、1939年9月17日 - 2025年5月8日）は、元アメリカ合衆国連邦最高裁判所陪席判事、ニューハンプシャー州司法長官。1990年10月から、2009年6月に引退するまで務めた。当初は保守的な判事かと見られたが、間もなく中間派の姿勢を示し、最終的にはリベラル派の立場を鮮明にした。
2025年5月8日に死去。85歳没。